# Степаненко, Иван Никифорович
Ива́н Ники́форович Степане́нко (укр. Іван Никонорович Степаненко; 13 апреля 1920 года — 31 мая 2007 года) — участник Великой Отечественной войны, заместитель командира эскадрильи 4-го истребительного авиационного полка 11-го смешанного авиационного корпуса 15-й воздушной армии Брянского фронта, дважды Герой Советского Союза (1944, 1945). Генерал-майор авиации Вооружённых Сил СССР (1958), генерал-лейтенант авиации Вооружённых Сил Украины (1999).

## Биография
Родился 13 апреля 1920 года в селе Нехайки, ныне Драбовского района Черкасской области (Украина). Украинец. Окончил 7 классов школы. С 1938 года работал слесарем на заводе в городе Днепродзержинск (Днепропетровская область, Украина). В 1940 году окончил Днепродзержинский аэроклуб.
В Красной Армии с 1940 года. В 1941 году окончил Качинскую военную авиационную школу. Служил в строевых частях ВВС (Одесский военный округ).
Участник Великой Отечественной войны: в июне 1941 — мае 1945 — лётчик, командир звена, заместитель командира и командир авиационной эскадрильи 4-го истребительного авиационного полка. Участвовал в Сталинградской битве, боях на Кубани и Курской битве. К августу 1943 года совершил 232 боевых вылета, в воздушных боях сбил 14 самолётов противника.
За мужество и героизм, проявленные в боях с немецко-фашистскими захватчиками, старшему лейтенанту Степаненко Ивану Никифоровичу Указом Президиума Верховного Совета СССР от 13 апреля 1944 года присвоено звание Героя Советского Союза с вручением ордена Ленина и медали «Золотая Звезда» (№ 3617).
Участвовал в освобождении Белоруссии и Прибалтики. К февралю 1945 года командир авиаэскадрильи 4-го истребительного авиационного полка майор И. Н. Степаненко совершил 395 боевых вылетов, в воздушных боях сбил 32 самолёта противника.
Указом Президиума Верховного Совета СССР от 18 августа 1945 года майор Степаненко Иван Никифорович награждён второй медалью «Золотая Звезда» (№ 74/II).
Во время войны сражался на Южном, Сталинградском, Северо-Кавказском, Брянском, 2-м Прибалтийском и Ленинградском фронтах. Всего совершил 414 боевых вылетов на истребителях И-153, Як-7 и Як-9, в 118 воздушных боях сбил лично 33 и в составе группы 9 самолётов противника. В воздушных боях был 6 раз подбит (садился на вынужденные посадки) и дважды ранен.
В годы войны И. Н. Степаненко воевал на самолёте, на борту которого была нарисована карикатура на Геббельса.
После войны продолжал службу в строевых частях ВВС. В 1949 году окончил Военную академию имени М. В. Фрунзе, в 1957 году — Военную академии Генерального штаба. Командовал авиационными соединениями, освоил реактивные истребители МиГ-15, МиГ-17 и МиГ-23.
С 1976 года генерал-майор авиации (1958) И. Н. Степаненко — в запасе.
Жил в городе Львовe, затем — в городе Черкассы (Украина). Умер 31 мая 2007 года. Похоронен в Черкассах.
Генерал-лейтенант (1999), заслуженный военный лётчик СССР (1966).

## Награды и звания
- Дважды Герой Советского Союза (Указы Президиума Верховного Совета СССР от 13 апреля 1944 года и 18 августа 1945 года):
  - орден Ленина,
  - две медали «Золотая Звезда» (№ 3617, № 74);
- три ордена Красного Знамени (23.10.1942[3], 19.09.1944[4], 1945);
- орден Александра Невского (19.12.1944)[5];
- два ордена Отечественной войны I степени (15.01.1945[6], 11.03.1985[7];
- орден Отечественной войны II степени (11.02.1943[8];
- пять орденов Красной Звезды (31.07.1942[9], 23.06.1943[10], 1945, 1955, 1956);
- орден «За службу Родине в Вооружённых Силах СССР» III степени (30.04.1975)[11];
- медали СССР.

Награды Украины:
- орден Богдана Хмельницкого III степени (7.05.1995)[12];
- медаль «Защитнику Отечества» (14.10.1999)[13].

## Память
- Бронзовый бюст Героя установлен в селе Нехайки.